# Semora
Semora Peckham & Peckham, 1892 è un genere di ragni appartenente alla famiglia Salticidae.

## Distribuzione
Le quattro specie oggi note di questo genere sono diffuse in Brasile, Venezuela e Argentina.

## Tassonomia
A maggio 2010, si compone di quattro specie:
- Semora infranotata Mello-Leitão, 1945 — Argentina
- Semora langei Mello-Leitão, 1947 — Brasile
- Semora napaea Peckham & Peckham, 1892[2] — Brasile
- Semora trochilus Simon, 1901 — Venezuela

### Specie trasferite
- Semora albibarbis Mello-Leitão, 1947; trasferita al genere Tariona Simon, 1902 a seguito di uno studio degli aracnologi Edwards, Rinaldi e Ruiz del 2005[1].